# Крессида
Крессида (англ. Cressida) — спутник планеты Уран. Была открыта 9 января 1986 года по снимкам, сделанным аппаратом «Вояджер-2», и получила временное обозначение S/1986 U 3. Названа по имени персонажа из пьесы Шекспира «Троил и Крессида». Также обозначается как Уран IX.
Крессида принадлежит к группе Порции, которая также включает в себя Бианку, Дездемону, Джульетту, Порцию, Розалинду, Купидона, Белинду и Пердиту. У этих спутников схожие орбиты и фотометрические свойства.
За исключением орбиты, радиуса в 41 км и геометрического альбедо 0,08, о Крессиде практически ничего не известно.
На снимках, переданных «Вояджером-2», Крессида выглядит как продолговатый объект, направленный своей главной осью на Уран. Соотношение её поперечного размера к продольному составляет 0,8 ± 0,3. Поверхность имеет серый цвет.
Согласно исследованиям, Крессида может столкнуться с Дездемоной через 4—100 млн лет.